# Dead or Alive 5
Dead or Alive 5 — видеоигра в жанре файтинг, разработана студией Team Ninja совместно с Sega AM2 и выпущена Tecmo в сентябре 2012 года, одновременно для платформ PlayStation 3 и Xbox 360. Это первая игра в серии, со времен DOA 2, которая была издана на нескольких игровых консолях, а также первая игра в серии, которая была выпущена на PlayStation 3.
Игра получила в целом положительные отзывы от критиков. Расширенная версия игры вышла на портативной консоли PlayStation Vita в марте 2013 года, под названием Dead or Alive 5 Plus.
Также в сентябре 2013 года вышла улучшенная и расширенная версия игры под названием Dead or Alive 5 Ultimate для Xbox360 и PlayStation 3
В феврале 2015 года вышло переиздание на PlayStation 4 и Xbox One под названием Dead or Alive 5: Last Round. Также в марте состоялся релиз и на PC.

## Особенности игры
Среди особенностей DOA 5 — три гостевых персонажа из другой знаменитой сеговской файтинг-серии Virtua Fighter, несколько изменённая боевая механика, а также улучшенная графика и более реалистичный визуальный стиль бойцов. Сюжет игры разворачивается спустя два года после событий DOA 4, он закручен вокруг судьбы основных персонажей и нового турнира DOA и продолжающейся охоты на злого клона Касуми.

## Сюжет игры
Спустя два года после взрыва башни Доатек, Eлена Дуглас решила устроить пятый турнир DOA и Касуми вместе с Eленой отправились на поиски Альфа-152. После того, как Eлена привела Хаятэ на Freedom Survivor, Касуми заявляет им обоим, что сама разберется с Альфа-152, и покидает корабль, но Хаятэ, подозревая, что что-то тут не так, приказал Аянэ следить за ней. Касуми приезжает в Нью-Йорк, и спрашивает у Лизы Гамильтон, где находится Альфа-152. Когда она не получает ответа, ниндзя побеждает её. Продолжая своё путешествие, она пытается избежать поимки Аянэ, Хаятэ и Бэйманом. Взбешенная тем, что она никак не может найти своего клона, Касуми возвращается к Eлене и требует, чтобы та рассказала ей, где находится Альфа-152. Eлена говорит ей, что Альфа-152 находится на нефтяной вышке. Пробив дорогу через Рига и Лизу, Касуми находит и побеждает Альфу-152, но вскоре она была найдена и атакована Аянэ и Хаятэ.. Она побеждена ими и умирает у них на руках, но оказывается лишь клоном, запрограммированным верить, что она — настоящая.
Настоящая Касуми была в Японии все это время, вместе с Мурамасой в секретной деревне. Она получает сообщение от сокола, посланного Рю Хаябусой, говорящее, что Хаятэ был пойман новой организацией Донована — MIST. Она направляется к нефтяной вышке, и пробивает себе путь через Кристи и Рига. Касуми находит своего брата в лаборатории, и, с помощью Лизы, успешно освобождает его. После того, как Рю, Аянэ и Хаятэ сражаются с Альфой-152, у её происходит финальная битва с монстроподобным созданием Донована, чтобы предотвратить четвертую фазу плана Альфа. После своей победы над Альфой-152, и разрушения лаборатории, Касуми находится на Freedom Survivor, и благодарит Аянэ и Хаятэ, перед тем, как уйти, пообещав убить Донована любой ценой.

## Персонажи
Все имена актёров озвучивания даны в восточном порядке, то есть фамилия перед именем.
- Касуми (яп. 霞, Kasumi) — женщина-ниндзя (Куноити) из Японии; дерётся в стиле ниндзюцу мугэн тэнсин. Озвучена Кувасима Хоко.
- Аянэ (яп. 綾音, Ayane) — женщина-ниндзя (Куноити) из Японии; дерётся в стиле ниндзюцу хадзин мон. Озвучена Ямадзаки Вакана.
- Хаятэ (яп. 疾風, Hayate) — японский ниндзя; дерётся в стиле ниндзюцу мугэн тэнсин. Озвучен Мидорикава Хикару.
- Рю Хаябуса (яп. リュウ・ハヤブサ, Ryu Hayabusa) — японский ниндзя; дерётся в стиле ниндзюцу. Озвучен Хори Хидэюки.
- Елена Дуглас (англ. Helena) — французская оперная певица, внебрачная дочь Фэйма Дугласа; дерётся в стиле пигуацюань. Озвучена Кояма Юка.
- Зак (англ. Zack) — афроамериканский диджей, искатель приключений (в основном в поисках сокровищ); дерётся в стиле муай-тай. Озвучен Симада Бин.
- Байман (англ. Bayman) — русский командос-наёмник; дерётся в стиле боевого самбо. Озвучен Гинга Бандзё.
- Кокоро (яп. こころ, Kokoro) — японская начинающая гейша (майко); дерётся в стиле бацзицюань. Озвучена Кавасуми Аяко.
- Кристи (англ. Christie) — британская наёмная убийца; дерётся в стиле змеиного кунфу. Озвучена Мицуиси Котоно.
- Ли Джан (кит. упр. 李振, пиньинь Li Zheng) — китайский телохранитель; дерётся в стиле джиткундо (стиль Брюса Ли). Озвучен Нобутоси Канна.
- Лэй Фан (кит. упр. 麗鳳, пиньинь Lì Fèng) — китайская студентка; дерётся в стиле тайцзицюань. Озвучена Тома Юми.
- Хитоми (яп. ヒトミ, Hitomi) — немецко-японская студентка; дерётся в стиле карате. Озвучена Хориэ Юи.
- Басс Армстронг (англ. Bass Armstrong) — американский профессиональный реслер, после ухода из реслинга — рабочий на оффшорной платформе DOATEC; дерётся в стиле реслинга. Озвучен Кэнта Миякэ.
- Тина Армстронг (англ. Tina Armstrong) — американский реслер, дочь Басса; дерётся в стиле реслинга. Озвучена Нагасима Юко.
- Лиза Гамильтон (англ. Lisa Hamilton) — ученая, капоэристка; дерётся в стиле луча либре (мексиканский реслинг) с элементами капоэйры.. Озвучена Сакамото Маая.
- Брад Вонг (кит. упр. 王, пиньинь Wang) — китайский пьяный мастер; дерётся в стиле цзуйцюань. Озвучен Исидзука Унсё.
- Элиот (англ. Eliot) — британский ученик Ген Фу; дерётся в стиле синъицюань. Озвучен Минагава Дзюнко.

Новые персонажи
Леон и Эйн из прошлой игры серии были заменены на двух новых персонажей. Одним из них стал Риг (озвучен Хироко Тоти и Лайамом О’Брайаном), канадский мастер таэквондо. Другой — испанка Мила (озвучена Рёко Сираиси), которая сражается в стиле смешанные боевые искусства.
Гэн-фу и Альфа-152 являются «открываемыми» персонажами в DOA5. В игре также присутствует ещё три открываемых бойца из серии Virtua Fighter, Акира Юки (озвучен Синъитиро Мики), Сара Брайант (озвучена Лисли Вилкерсон) и Пай Чан (озвучена Минами Такаяма). Они появляются в эпизодических ролях в режиме истории, как и Мурумаса (озвучен Бэном Симадой), друг Рю из игровой серии Ninja Gaiden.

## Отзывы и награды
| Сводный рейтинг       | Сводный рейтинг | Сводный рейтинг | Сводный рейтинг | Сводный рейтинг |
| Издание               | Оценка          | Оценка          | Оценка          | Оценка          |
| Издание               | PC              | PS3             | PS Vita         | Xbox 360        |
| --------------------- | --------------- | --------------- | --------------- | --------------- |
| GameRankings          | N/A             | 74,57 %         | 83,40 %         | 79,45 %         |
| Русскоязычные издания |                 |                 |                 |                 |
| Издание               | Оценка          | Оценка          | Оценка          | Оценка          |
| Издание               | PC              | PS3             | PS Vita         | Xbox 360        |
| Riot Pixels           | 79 %            | N/A             | N/A             | N/A             |

| Сводный рейтинг | Сводный рейтинг |
| Агрегатор       | Оценка          |
| --------------- | --------------- |
| GameRankings    | 77,38 %         |

| Сводный рейтинг | Сводный рейтинг | Сводный рейтинг |
| Издание         | Оценка          | Оценка          |
| Издание         | PS4             | Xbox One        |
| --------------- | --------------- | --------------- |
| GameRankings    | 75,19 %         | 72,40 %         |

DOA5 выиграла в номинации «файтинг года 2012» сайта Игромания.ру.
Летом 2018 года, благодаря уязвимости в защите Steam Web API, стало известно, что точное количество пользователей сервиса Steam, которые играли в DEAD OR ALIVE 5 Last Round: Core Fighters хотя бы один раз, составляет 383 476 человек.